# Taunusturm
Taunusturm (eigene Schreibweise: TaunusTurm) bezeichnet ein zweiteiliges Gebäudeensemble in der Innenstadt von Frankfurt am Main. Es besteht aus einem 170 Meter hohen Bürogebäude und einem 63 Meter hohen Wohngebäude (auch Taunusturm Residential genannt).

## Lage

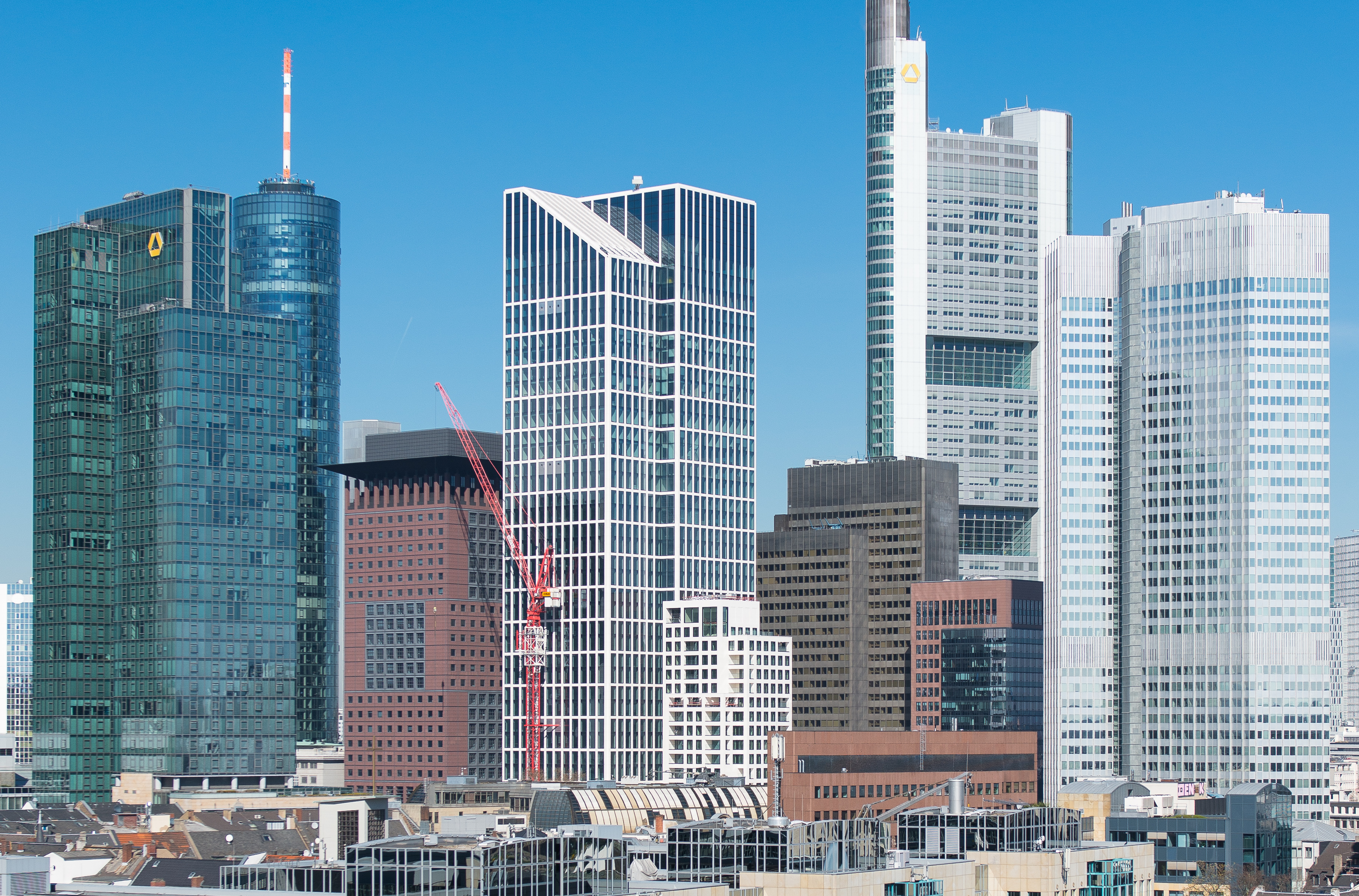
Die beiden Türme in ihrer Umgebung des Banken-Clusters (März 2014 von Westen aus gesehen)

Das Grundstück befindet sich im Bankenviertel zwischen dem Japan Center, dem Hochhauskomplex der Commerzbank-Zentrale und der namensgebenden Taunusanlage, dem westlichen Teil der Wallanlagen.

## Planungsgeschichte

### Anfänge
Der Standort für ein 135 Meter hohes Hochhaus wurde 1998 von der Stadt Frankfurt im Hochhausrahmenplan beschlossen. 2000 gewann der Entwurf des Architekturbüros Gruber + Kleine-Kraneburg einen Realisierungswettbewerb. Der Wettbewerb war von der Commerzbank-Tochter Rheinische Hypothekenbank, die auf dem Grundstück ihren Sitz hatte, ausgeschrieben worden. Der Name des Projekts lautete damals Hochhaus Kaiserkarree.
Nachdem die Rheinische Hypothekenbank in der Eurohypo aufgegangen und in eine neue Zentrale in Eschborn umgezogen war, übernahm die Konzernmutter die Zuständigkeit für das Grundstück. Zunächst war geplant, dass die Commerzbank das Hochhaus selbst beziehen würde, doch nach der großen Immobilienkrise in den Jahren nach 2001 kam das Projekt, wie viele weitere Hochhausprojekte in Frankfurt, ins Stocken. Im November 2005 wurde die Baugenehmigung erteilt.

### Zweiter Anlauf
Anfang 2007 wurde bekannt, dass die Commerzbank einen Käufer für das Grundstück und das Hochhausprojekt suche, da es keinen Eigenbedarf gebe. Im Dezember 2007 wurde dann das Grundstück an die Commerz Real AG und das amerikanische Immobilienunternehmen Tishman Speyer verkauft. Tishman Speyer hat bereits Erfahrungen im Frankfurter Hochhausbau: Sie errichteten den Messeturm und den Opernturm. In einer Pressemitteilung wurde angegeben, dass der Entwurf von Gruber + Kleine-Kraneburg umgesetzt werden solle. Dieser sieht eine Bruttogeschossfläche von 80.000 Quadratmetern verteilt auf 37 Stockwerke vor. 5.900 Quadratmeter sind gemäß Absprachen mit der Stadt für Wohnungen vorgesehen, außerdem soll im 35. Stock ein öffentliches Restaurant entstehen. Im Erdgeschoss ist eine Passage mit Läden und Gastronomie vorgesehen.

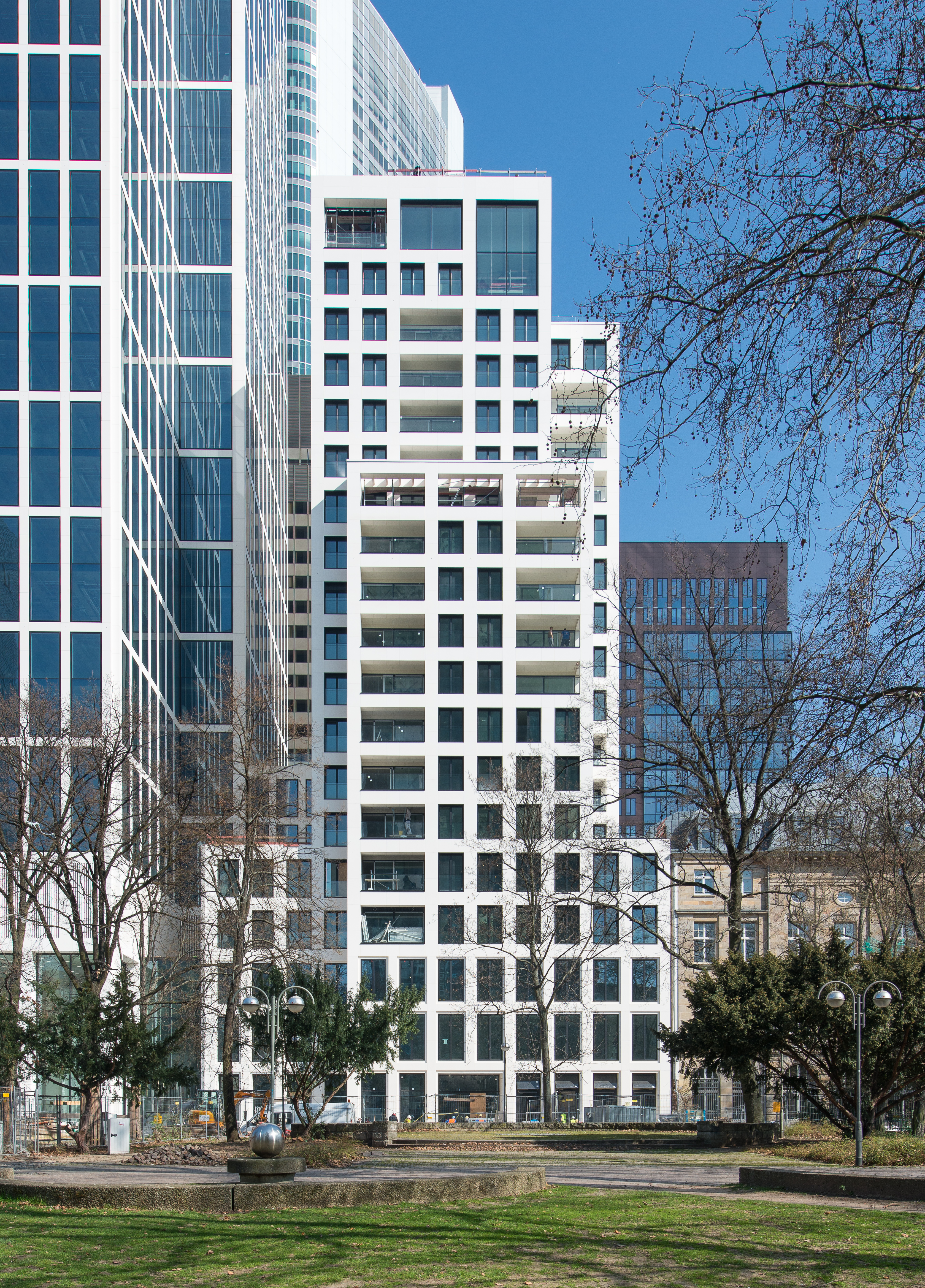
Der Wohnturm (März 2014)

Die Bestandsgebäude auf dem Grundstück wurden bis Ende 2007 geräumt und standen seitdem leer. Der für Frühjahr 2008 angekündigte Abriss erfolgte nicht. Im Mai wurde dann bekannt, dass Tishman Speyer den Entwurf von Gruber + Kleine-Kraneburg entgegen der bisherigen Planung doch nicht umsetzen werde und an einer neuen Planung arbeite. Demzufolge sollte das Hochhaus bei gleicher Bruttogeschossfläche höher und schlanker ausfallen, die Grundform des Turms vereinfacht werden und statt einer Natursteinfassade eine Glasfassade erhalten. Die Änderungen mussten mit der Stadt Frankfurt abgesprochen sowie eine neue Baugenehmigung eingeholt werden.
Erste Details der neuen Planung, etwa eine neue Höhe von 160 Metern sowie der Bau eines zweiten Turms, wurden im Februar 2009 bekannt gegeben. Im Mai wurde das neue Design des nun Taunusturm genannten Wolkenkratzers, wiederum entworfen vom Architekturbüro Gruber + Kleine-Kraneburg, der Öffentlichkeit vorgestellt. Die von der Stadt Frankfurt vorgeschriebenen Wohnungen sollten nun nicht im 39-stöckigen Hochhaus gebaut, sondern in einen separaten 63 Meter hohen Wohnturm ausgelagert werden. Vorgesehen waren 54 Wohnungen mit Balkons zur Grünanlage.
Im Mai 2010 wurde vom Bauherrn ein Bauantrag eingereicht und mit den Abbrucharbeiten am Bestandsgebäude begonnen, die bis August 2010 vollendet sein sollten. Nachdem die als Hauptmieter gehandelte internationale Großkanzlei Clifford Chance abgesprungen war, wurde im Juli 2010 jedoch ein Antrag auf Aussetzung des Genehmigungsverfahrens gestellt. Der Projektentwickler Tishman Speyer teilte daraufhin mit, dass das Vorhaben bis auf Weiteres nicht verwirklicht werde.

### Dritter Anlauf
Ende Dezember 2010 kamen aufgrund eines Frankfurter Magistratsvortrags, der das Fällen von einigen Bäumen nahe dem Grundstück beschloss, erste Spekulationen über die Fortsetzung des Projektes auf. Mitte Januar 2011 wurden dann tatsächlich Vorbereitungen für Abrissarbeiten fortgesetzt. Am 21. Januar 2011 wurden in Frankfurt der Öffentlichkeit nochmals überarbeitete Pläne vorgestellt. Als Baubeginn wurde Anfang 2011 verkündet. Im Dezember 2013 sollte der Bau abgeschlossen sein. Am gleichen Tag begann der eigentliche Abriss der Bestandsgebäude, der bis Ende April 2011 abgeschlossen war. Am 18. Januar 2012 wurde die offizielle Grundsteinlegung durch Oberbürgermeisterin Petra Roth vollzogen, dabei wurde bekanntgegeben, dass ein öffentlich zugängliches Lunchrestaurant im Turmfuß eingerichtet wird.
Der Pressemeldung von Tishman Speyer und Commerz Real sowie der Projektseite der Architekten zufolge entstehen im 170 Meter hohen Bürohochhaus auf 40 Stockwerken 75.000 Quadratmeter Bruttogeschossfläche, davon 60.000 Quadratmeter Bürofläche. Das Gebäude erhielt eine Fassade aus hellem Stein, es überwog jedoch der Glasanteil. Die Höhe des weiterhin zum Projekt gehörenden Wohnturms blieb bei 63 Meter bei einer Bruttogeschossfläche von 7.500 Quadratmeter. Außerdem entstanden insgesamt mehr als 350 PKW-Stellplätze. Der Entwurf der Gebäude stammt wie zuvor vom Frankfurter Architekturbüro Gruber + Kleine-Kraneburg. Die Hochhäuser wurden spekulativ, das heißt ohne Vorvermietung, errichtet.

## Dependance für das TOWERᴹᴹᴷ
Ab 19. Oktober 2014 stehen dem Museum über 1500 m² Ausstellungsfläche im Taunusturm für 15 Jahre kostenlos zur Verfügung. Auch die Betriebskosten dieses sogenannten TOWERᴹᴹᴷ werden für diese Zeit privat finanziert.
An diesen Kosten beteiligen sich nach Angaben des Bauherrn der Unternehmer Stefan Quandt, die Ernst Max von Grunelius Stiftung sowie die Helaba und andere.

## Galerie

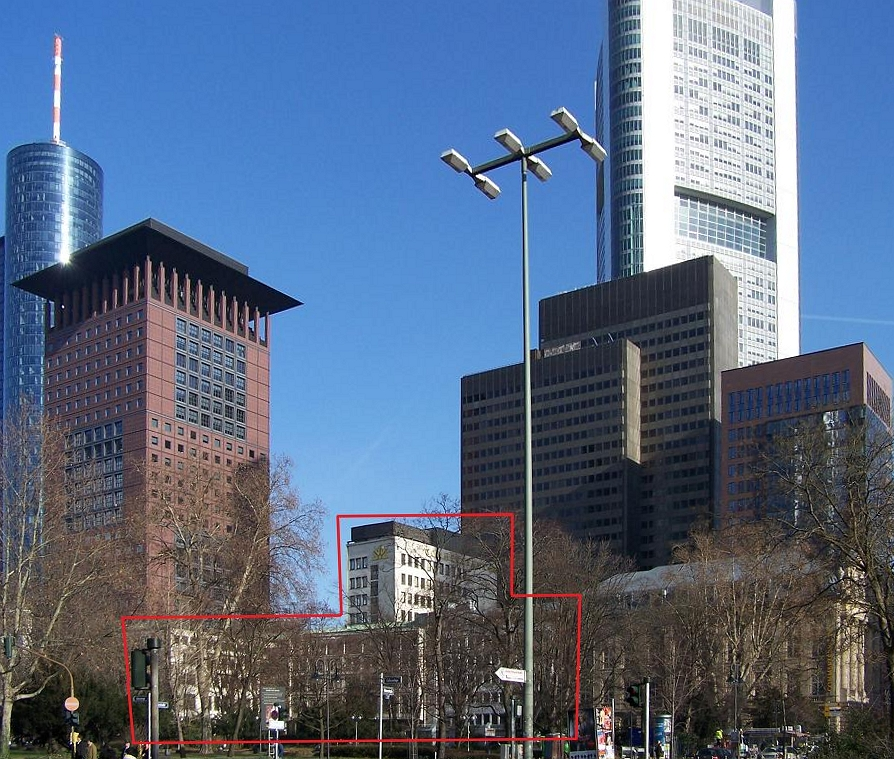
Ehemalige Gebäude der Rheinhyp (2008), abgerissen 2011
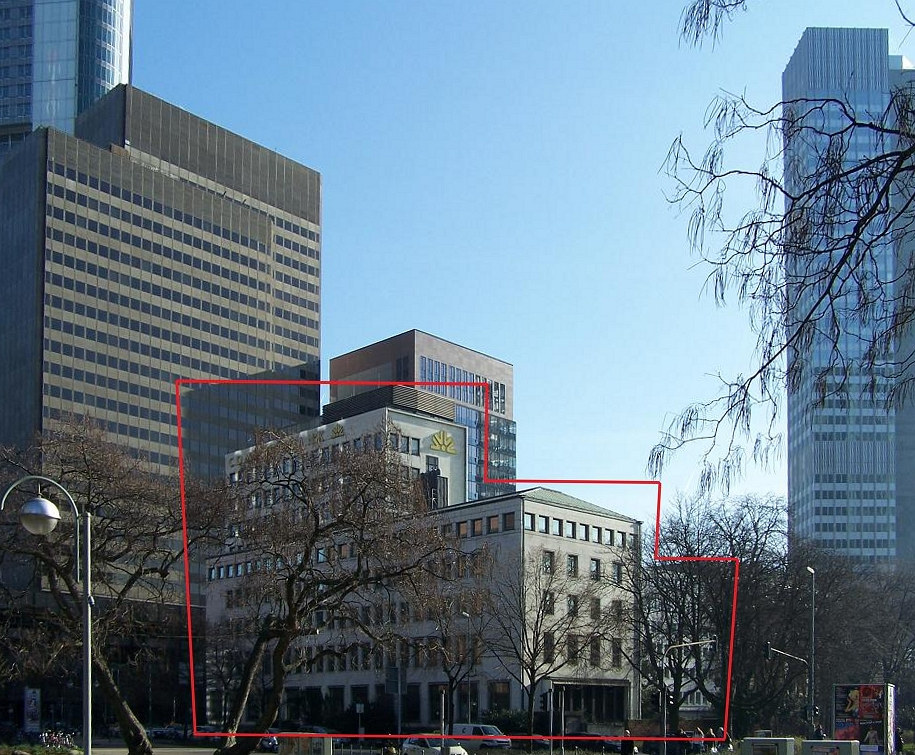
Ehemalige Gebäude der Rheinhyp (2008), abgerissen 2011
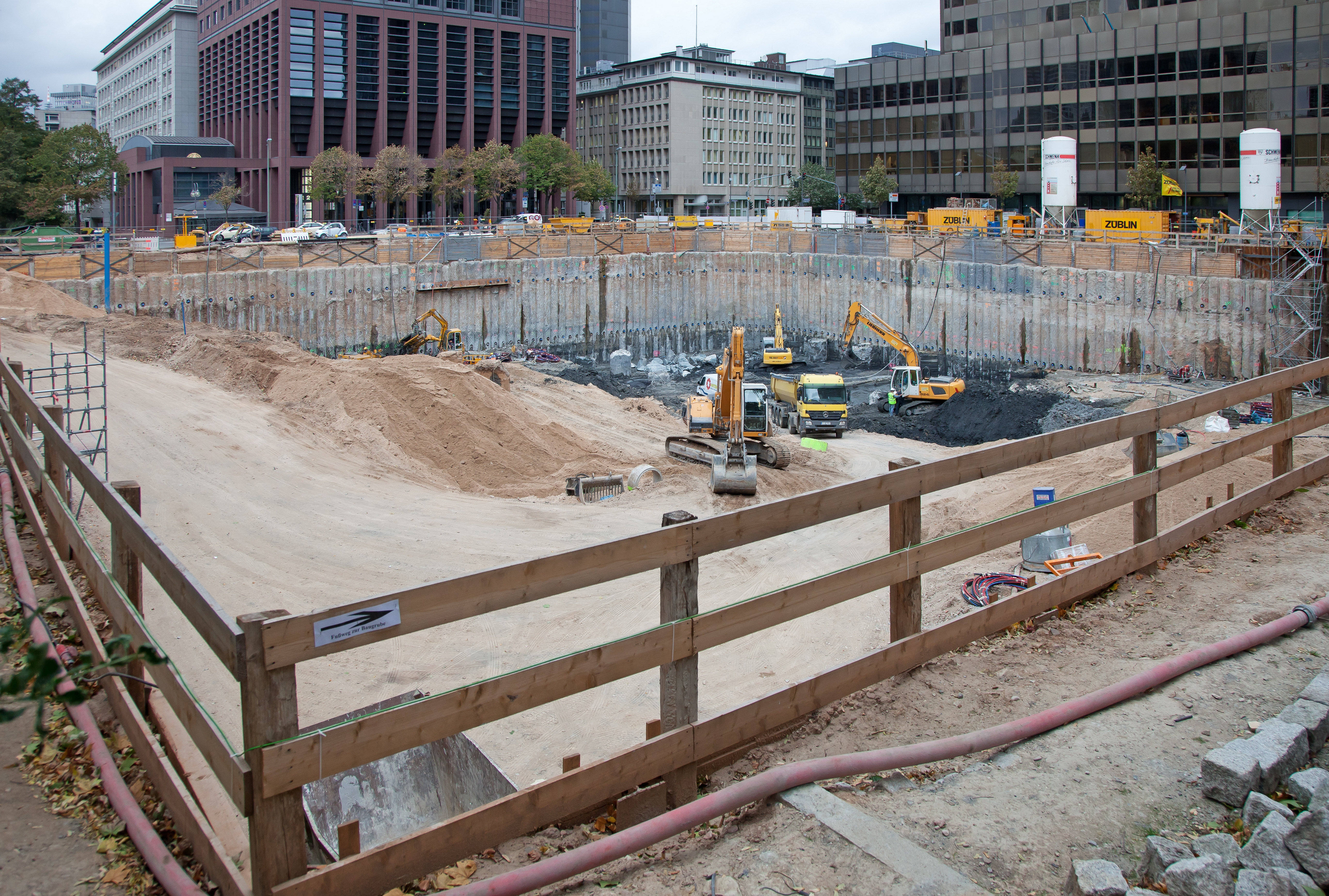
Baugrube im Oktober 2011
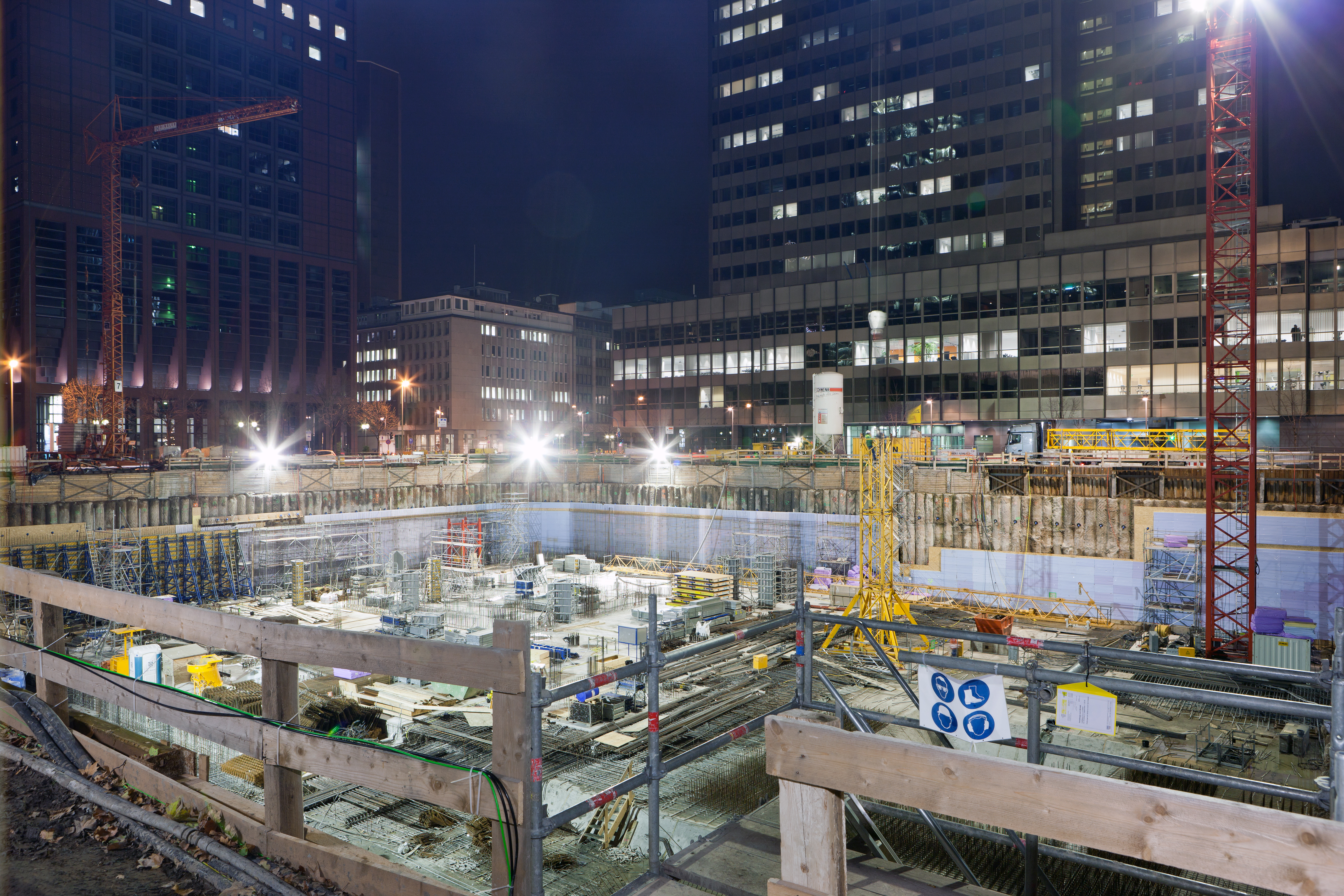
Baugrube im Dezember 2011
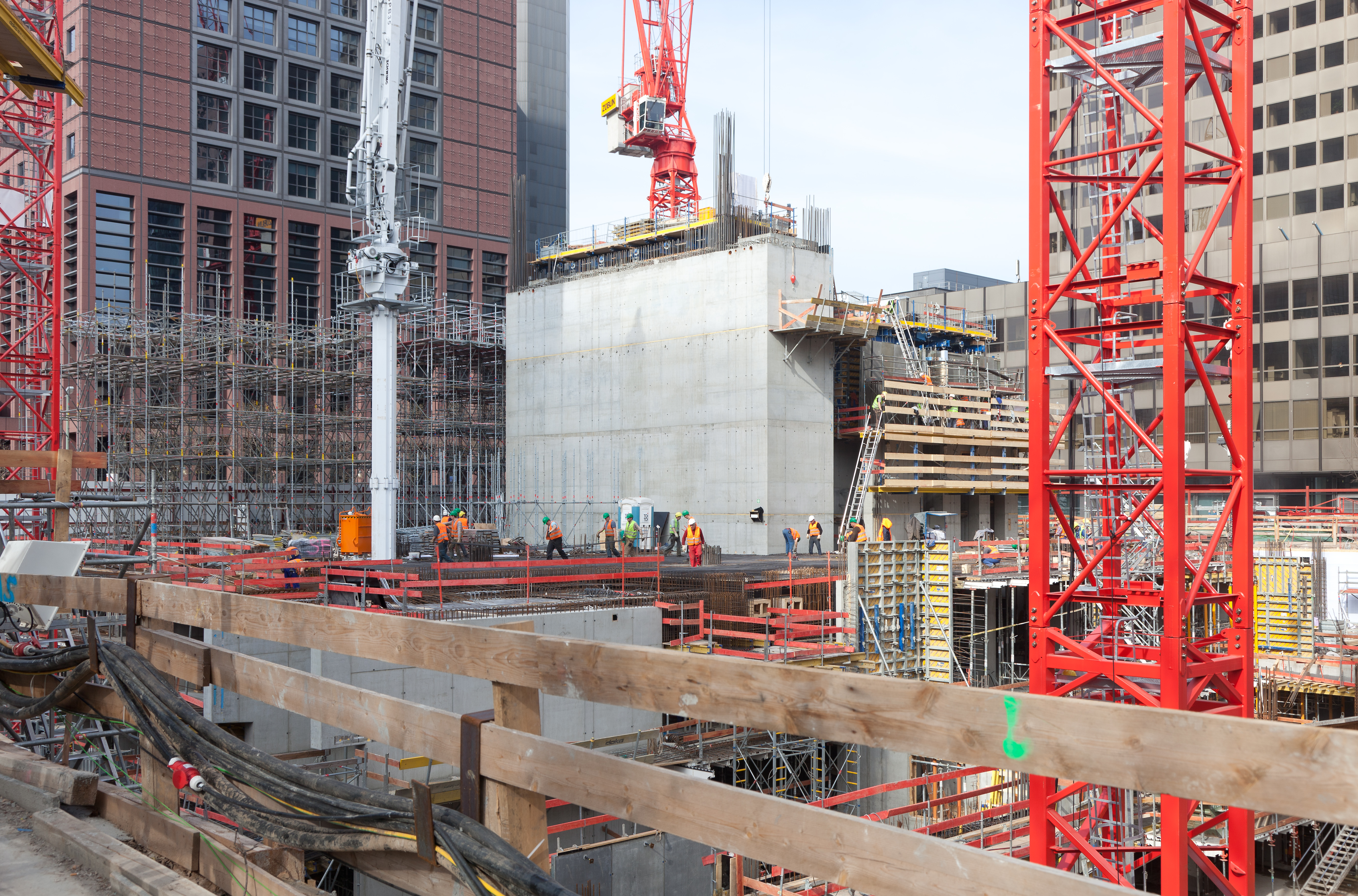
Baustelle im März 2012
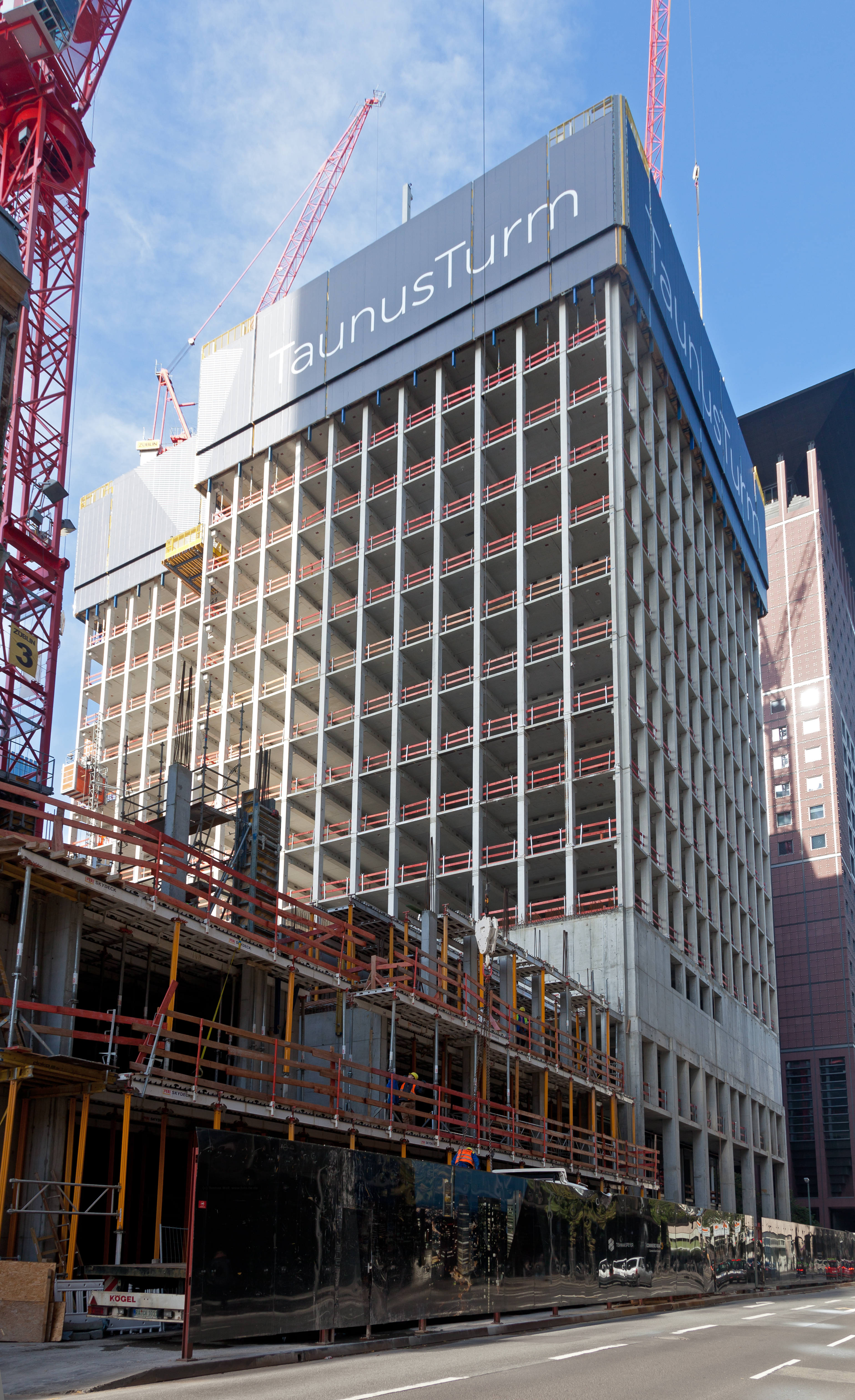
Baustelle im Oktober 2012
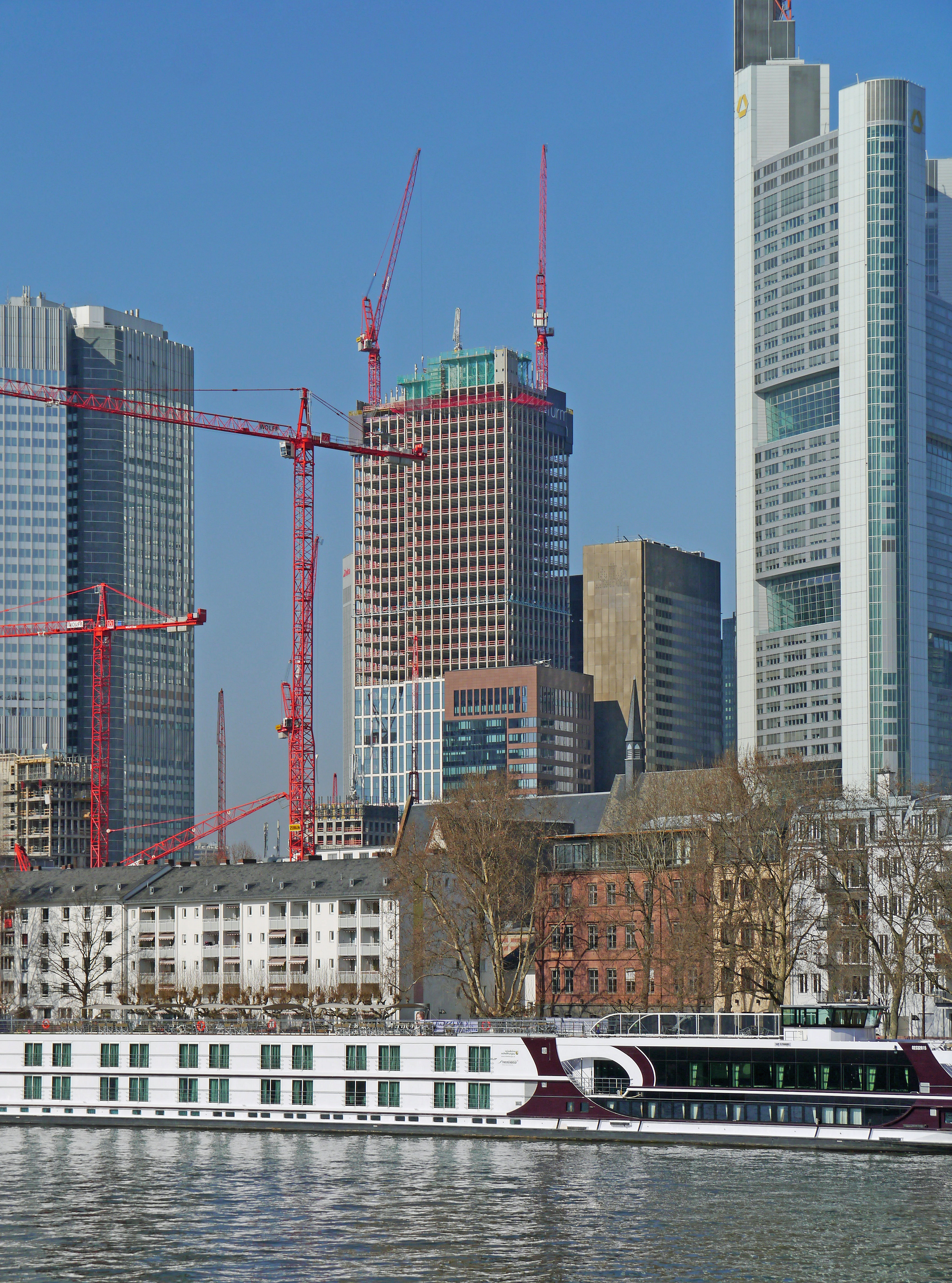
Baustelle im März 2013, vom Main gesehen
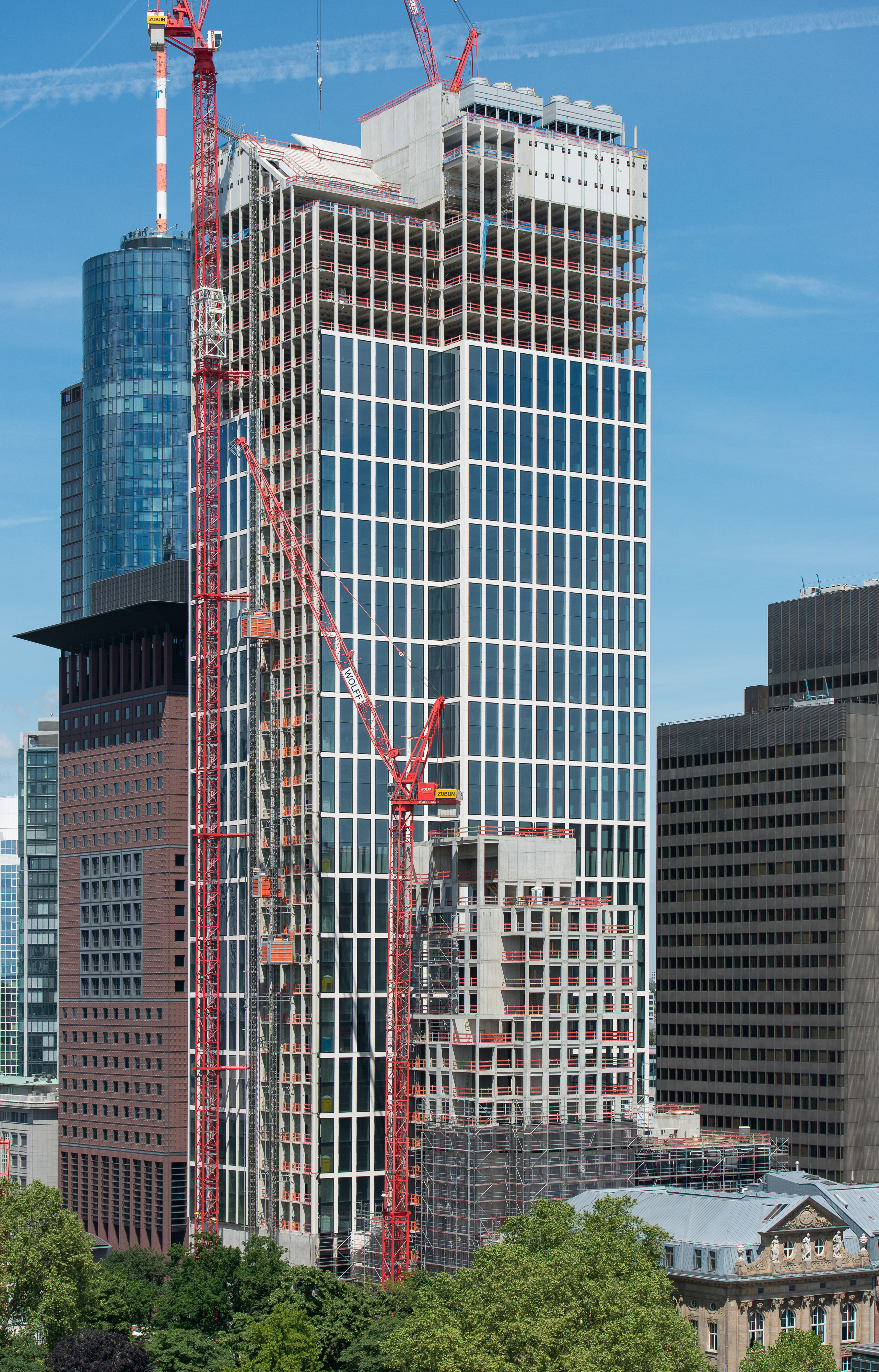
Baustelle im Juni 2013
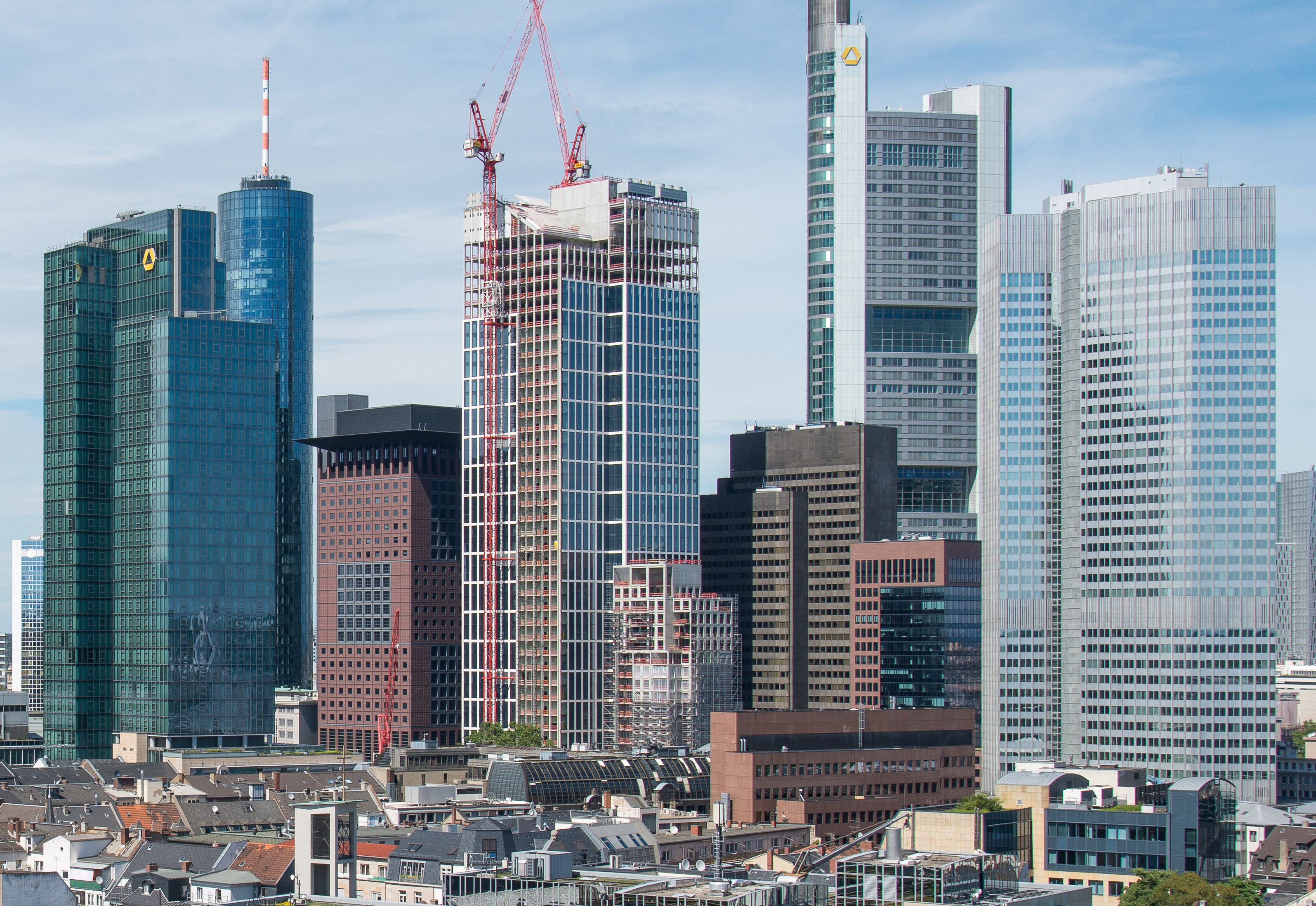
Baustelle im Juni 2013